# Огюст Форел
Огюст-Анри Форел (на френски: Auguste-Henri Forel) е швейцарски мирмеколог, невроанатом и психиатър, известен с изследванията си на мозъчната структура на хората и мравките.
Смятан е за съосновател на невронната теория. Познат е с ранните си приноси към сексологията. По религиозни убеждения е бахай.